# Dieuryneura stigma
Dieuryneura stigma är en tvåvingeart som först beskrevs av Giglio-tos 1891.  Dieuryneura stigma ingår i släktet Dieuryneura och familjen vapenflugor. Inga underarter finns listade i Catalogue of Life.